# Sarcostoma
Sarcostoma là một chi lan gồm 5 loài đặc hữu của Malaysia.

## Danh sách các loài
- Sarcostoma borneense
- Sarcostoma brevipes
- Sarcostoma celebicum
- Sarcostoma javanica (type species)
- Sarcostoma subulatum